# Dmitriy Tomashevich
Dmitriy Tomashevich (Дмитрий Томашевич) (ur. 6 marca 1974 w Taszkencie) – uzbecki tenisista, uczestnik igrzysk olimpijskich w Atlancie (1996), reprezentant w Pucharze Davisa.

## Kariera tenisowa
W przeciągu swojej kariery wygrał 5 turniejów rangi ITF Men's Circuit w grze pojedynczej oraz wielokrotnie triumfował w zawodach tej rangi w grze podwójnej.
W latach 1994–2001 reprezentował Uzbekistan w Pucharze Davisa grając łącznie w 40 pojedynkach.
W 2002 roku zdobył brązowy medal podczas igrzysk azjatyckich w Pusanie w grze drużynowej.
W rankingu gry pojedynczej Tomashevich najwyżej był na 261. miejscu (6 maja 1996), a w klasyfikacji gry podwójnej na 212. pozycji (10 lipca 2000).

### Letnie Igrzyska Olimpijskie 1996
Tomashevich wystartował na igrzyskach olimpijskich w Atlancie w zawodach tenisowych. Rozegrał jeden mecz ze Słowakiem Karolem Kučerą, który przegrał 3:6, 6:2, 0:6. Został sklasyfikowany wraz z innymi zawodnikami na 33. miejscu.
| Konkurencja | 1/32 finału             | 1/16 finału      | 1/8 finału       | Ćwierćfinał      | Półfinał         | Finał            | Klasyfikacja końcowa |
| Konkurencja | Przeciwnik Wynik        | Przeciwnik Wynik | Przeciwnik Wynik | Przeciwnik Wynik | Przeciwnik Wynik | Przeciwnik Wynik | Klasyfikacja końcowa |
| ----------- | ----------------------- | ---------------- | ---------------- | ---------------- | ---------------- | ---------------- | -------------------- |
| singel      | K. Kučera 3:6, 6:2, 0:6 | NQ               | NQ               | NQ               | NQ               | NQ               | Miejsce 33.          |